# Jacques Rivette
Jacques Rivette (Ruan, 1 de marzo de 1928-París, 29 de enero de 2016) fue un director de cine francés.
Junto con Jean-Luc Godard, Rivette es considerado uno de los directores más curiosos e influyentes de la nouvelle vague. Sus historias suelen desarrollarse de forma poco convencional; muchas veces mezclan romance, misterio y comedia, e incluyen además escenas improvisadas.

## Trayectoria
Jacques Rivette nació en Rouen en 1928; su padre era farmacéutico y a una temprana edad se entusiasmó por el cine. 
Se trasladó a la capital francesa en 1949, donde vivió ascéticamente y entregándose al cine en sus diversos frentes. Un año después, se unió ya al Ciné-Club del Barrio Latino y empezó a escribir críticas cinematográficas para la revista Gazette du Cinema. Fue asistente de dos grandes realizadores, Jacques Becker y Jean Renoir. 
También en esa época rodó sus primeros cortometrajes, Aux Quatre Coins (1950), Le Quadrille (1950), y Le Divertissement (1952). Crítico además de Cahiers du cinéma, pasó a ser su jefe de redacción en 1963, y será desde entonces la conciencia y la voz del grupo.
Destacó ya en 1960, tras su primer film París nos pertenece. El segundo, que era una versión muy teatral, depurada e ingeniosa de La religiosa (1966), le dio prestigio y causó una polémica involuntaria (pues fue prohibido absurdamente unos meses); está concebido a partir de la novela de Diderot (y de ciertas ideas musicales); él prefiere llamarlo Suzanne Simonin, la Religieuse de Diderot; hoy es un clásico, que ha ayudado a recuperar otro clásico: el propio Diderot.
Varias de sus cintas destacan por su gran longitud, aunque solo Out 1 (1971) es excepcional y dura 13 horas (tiene una versión reducida a 4 horas y media). Pero su experimentalismo queda mitigado o enriquecido por la variedad, el misterio y cierto tono de comedia. 
Tras ese ensayo, destaca un juguetón Celine y Julie van en barco (1974) —donde lo cotidiano se ve desbordado de continuo—, y donde parece hacer guiños a Jean Cocteau y Lewis Carroll. Por otra parte, después de hacer Duelle (1976) y Noroît (1976), retornó a un mayor realismo con Le Pont du Nord (1980), antes de explayarse en su temas favoritos (el complot, la fantasía, el ensayo teatral) con El amor por tierra (1984, 170 m), sobre la extraña representación teatral de cierto director en una mansión; con su versión contemporánea de otra pieza literaria clásica, Cumbres borrascosas (1985, 126 m); o con una obra maestra de ambiente teatral, La banda de las cuatro (1988, 160 m).
También filmó " Merry go round " en 1981, con Maria Schneider en una de sus mejores interpretaciones.
Daba a sus actores mucha libertad y los consideraba parte de la creación cinematográfica.
Luego realizó La bella mentirosa (1991), sobre las vicisitudes de un pintor en su estudio, Juana la virgen (1994), Alto bajo frágil (1995), más relacionado con la comedia. Luego, con Confidencial (1998), vuelve el relato dramático y quiere rendir homenaje a algunos clásicos del suspense norteamericanos (Hitchcock, Preminger). 
En el siglo XXI ha continuado haciendo cine. Jacques Rivette con Vete a saber (2001), realizó una comedia inspirada libremente en Le Carrosse d'or de Jean Renoir. Y prosiguió su trabajo con La historia de Marie y Julien (2003, 145 m); con La duquesa de Langeais (2007, 129 m), que adapta a Balzac; y recientemente, con 36 vues du Pic Saint-Loup (2009), cuando sobrepasaba los ochenta años.

## Balance
En 1952 empezó a escribir para Cahiers du Cinéma al lado de otros críticos, con quienes protagonizaría la nouvelle vague: Éric Rohmer, Jean-Luc Godard, François Truffaut y Claude Chabrol. Su obra y su nombre están, pues, asociados a ese grupo tan dispar que dio un vuelco a la filmografía francesa, aunque se haya mantenido más retirado que sus colegas. 
Ha trabajado con actores como Bulle Ogier, Michel Piccoli, Anna Karina, Guillaume Depardieu, Sandrine Bonnaire o su colaborador Jean-Pierre Kalfon; por ejemplo, con Jane Birkin recurrentemente. Y ha descubierto y agrupado en sus grupos teatrales a buen número de actrices, las cuales son absolutamente dominantes  en La banda de las cuatro.
Es un gran admirador de Jean Renoir, al que dedicó en 1966 un documental rotulado Jean Renoir, le patron. Ha defendido, en sus inicios, el trabajo de Jean Rouch y el de Godard, aunque asimismo las películas de Alfred Hitchcock, Ingmar Bergman o Jean-Marie Straub.
En su trayectoria como cineasta Rivette está radicalmente vinculado al teatro, de muchas formas, pues para él la acción teatral y la cinematográfica son hermanas: "Todas las películas son sobre el teatro; no existe otro tema". Pero en ocasiones sigue una norma improvisadora (singular, pese al excelente acabado de su cine ): no usa un guion a menudo, solo entrega una página con una sinopsis, y lo da con muy poca antelación: la víspera o hasta en el día del rodaje. 
Su citada longitud supone una experiencia total del espectador que puede ir circulando a placer en cada film, y de hecho puede recrearlo así en su lenta visión o revisión de sus escenas tan bien cuidadas e interpretadas, con sus variaciones llenas de significados superpuestos pero comprensibles, gracias a su maestría.

## Filmografía
- Aux Quatre Coins (1949)
- Le Quadrille (1950)
- Le Divertissement (1952)
- Coup du berger (1956)
- Paris nous appartient (1960).
- La religiosa (La Religieuse, 1966), siguiendo a Diderot.
- L'Amour fou (1969).
- Out 1 (1971).
- Out 1: Spectre (1972).
- Los locos viajes de Céline y Julie (Céline et Julie vont en bateau, 1974)
- Duelle (1976).
- Noroît (1976).
- Merry-Go-Round (1980).
- Le Pont du Nord (1982).
- L’amour par terre (El amor por tierra, 1984)
- Hurlevent (Cumbres borrascosas, 1985), versión de la novela de Emily Brontë.
- La bande des quatre (La banda de las cuatro, 1988).
- La bella mentirosa (La Belle Noiseuse, 1991).
- Divertimento (1993), versión breve de La Belle Noiseuse.
- Jeanne la Pucelle (Juana la virgen, 1994); sobre Juana de Arco, en dos partes: "Les Batailles" y "Les Prisons".
- Alto bajo frágil (Haut bas fragile, 1995).
- Confidencial (Secret défense, 1998).
- Va savoir (Vete a saber, 2001)
- Histoire de Marie et Julien (La historia de Marie y Julien, 2003).
- La duquesa de Langeais (Ne touchez pas la hache, 2007), basada en la novela de Honoré de Balzac: La Duchesse de Langeais.
- El último verano (36 vues du Pic Saint-Loup, 2009).

## Premios y distinciones
Festival Internacional de Cine de Berlín
| Año  | Categoría                                                     | Película            | Resultado |
| ---- | ------------------------------------------------------------- | ------------------- | --------- |
| 1989 | Oso de Plata por su contribución artística - Mención especial | La bande des quatre | Ganador   |
| 1989 | Premio FIPRESCI                                               | La bande des quatre | Ganador   |

Festival Internacional de Cine de Cannes
| Año  | Categoría                           | Película           | Resultado |
| ---- | ----------------------------------- | ------------------ | --------- |
| 1991 | Gran Premio del Jurado              | La bella mentirosa | Ganador   |
| 1991 | Jurado Ecuménico - Mención especial | La bella mentirosa | Ganador   |